# Efere Ozako
Efere Ozako (né en 1967 et mort en 2013) est un avocat spécialisé dans le divertissement de l'État du Delta, au Nigeria.

## Parcours professionnel
Efere Ozako attire l'attention du public grâce à son initiative Wetin Lawyers Dey Do Sef ?
Il préconise la nécessité d'engager des avocats dans les accords commerciaux, ainsi que la nécessité de protéger les droits intellectuels des artistes dans l'industrie du divertissement nigériane.
Il est décédé à l'âge de 46 ans en avril 2013,.

## Reconnaissance
Il porte le nom de la catégorie du Africa Movie Academy Award du meilleur court métrage.